# جيم كامبل (رسام بالرصاص)
جيم كامبل (بالإنجليزية: Jim Campbell)‏ هو رسام بالرصاص أمريكي الجنسية، ولد في 1977م.

## وصلات خارجية
- جيم كامبل على موقع IMDb (الإنجليزية)

- الموقع الرسمي